# Рощино (Ульяновская область)
Рощино — посёлок в Кузоватовского района Ульяновской области. Входит в состав Безводовского сельского поселения.

## История
Совхоз «Безводовский» был создан в 1938 году, кроме него был создан Безводовская МТС (1938-1958). СПК «Безводовский» ликвидирован в 2004 году.
В 2005 году постановлением Правительства РФ посёлок центральной усадьбы совхоза «Безводовский» переименован в Рощино.

## Население
| 2010 |
| ---- |
| 90   |

## Достопримечательности
- «Ансамбль загородной усадьбы богатого землевладельца: Дом жилой, Усадебный

парк», кон. ХIХ - нач. XX в.».